# Viktor och hans bröder
Viktor och hans bröder är en svensk kortfilm från 2002 i regi av Mårten Klingberg. Filmen är Klingbergs regidebut och i rollerna ses bland andra Axel Zuber, Henrik Lundström och Christoffer Svensson.

## Handling
Viktor försöker medla fred mellan sina två äldre tonårsbröder, som ständigt bråkar med varandra. I anslutning till faderns 50-årsdag åker hela familjen till lantstället, men det som skulle bli en trevlig sammankomst på landet blir istället en katastrof. Fadern drabbas av en lätt hjärtinfarkt, vilket återställer vänskapen och sammanhållningen i familjen.

## Rollista
- Axel Zuber – Viktor
- Henrik Lundström – Andreas
- Christoffer Svensson – Jakob
- Ing-Marie Carlsson	 – Mamma
- Claes Ljungmark	 – Pappa
- Felicia Brottom

## Om filmen
Filmen producerades av Mimmi Spång och spelades in med Charlotta Tengroth som fotograf efter ett manus av Daniel Karlsson och Linn Gottfridsson. Musiken komponerades av Mario Adamson och klippare Malin Lindström. Filmen premiärvisades den 26 januari 2002 på Göteborgs filmfestival och visades senare samma år på Umeå filmfestival och Sveriges Television.
Viktor och hans bröder har belönats med flera priser. 2003 fick den en Guldbagge för bästa kortfilm, pris vid en festival i Locarno, första pris i debutantklassen i S:t Petersburg samt ett hedersomnämnande och publikpriset i Dresden. 2004 fick den pris för Best Composition vid Pyongyang Film Festival.